# Рудник Табошар
Рудник Табошар — колишній гірничодобувний майданчик на півночі Таджикистану.
Розробку родовища Табошар почали в 1936-му. Вона мала обмежений характер — добовий видобуток 6—8 тонн руди, а кінцевою продукцією спорудженої тут же гідрометалургійної установки виступали солі радію та бідний (7—10 %) урановий концентрат. Собівартість радію виявилась завеликою, тоді як уран на той час не знайшов застосування, тому вже у 1940 (за іншими даними — 1938) році рудник зупинили.
У 1941-му до Табошару евакуювали з Одеси завод «В», що первісно спеціалізувався на солях стронцію та бісмуту. В листопаді 1942-го радянський уряд прийняв рішення про розгортання в Табошарі робіт із отримання солей урану, для чого, зокрема, сюди перекинули обладнання та персонал законсервованого вісмутового рудника Адрасман. В 1943-му розробка Табошару відновилась і на момент створення в 1945-му Комбінату № 6 (у 1967-му був перейменований на Ленінабадський гірничо-хімічний комбінат) тут видобувалось 8—12 тонн руди на добу (потужність заводу «В» була 4 тонни солей урану на рік). При цьому станом на початок 1945-го саме за Табошаром рахувалась абсолютна більшість вже розвіданих запасів уранових родовищ Середньої Азії.
Збагачувальна фабрика виробляла 40 % урановий концентрат, призначений для подальшої переробки гідрометалургійними методами на заводі № 4 в Чкаловську, який станом на кінець 1946-го міг щодобово приймати 70 тонн руди. В 1947-му комплекс у Табошарі доповнили гідрометалургійним заводом № 1 продуктивністю 100 тонн на добу. Кінцевим продуктом заводів був закис-окис урану.
Первісно розробка велась підземним способом. У 1957-му шахтний видобуток припинили та перейшли до вилучення бідних руд за допомогою кар'єру № 1, крім того, у переробку залучали створені раніше відвали. Що стосується технологічних змін, то тут варто відзначити використання способу купчастого вилуговування.
З плином часу запаси родовища виснажились. У 1965-му гідрометалургійні заводи закрили, втім, видобуток урану й далі тривав. Останнім етапом стала розробка методом підземного вилуговування, яка почалась у 1972 році. Первісно сульфатну кислоту подавали в зону обвалення колишніх виробіток шахти № 7 через стовбур шахти та спеціально пробурені свердловини, а потім почали подавати розчини кислоти прямо на дно кар'єру, так що він заповнювався на глибину 5—6 метрів. Ці вилуговуючі розчини фільтрувались через гірничорудну масу, після чого відкачувались із розташованої нижче штольні. Всього за період з 1972 по 1978 рік було перероблено 14,7 млн м3 урановмісних розчинів та отримано 112 тонн урану.
На момент завершення розробки глибина кар'єру становила 120 метрів. Згодом його частково затопили водою з утворенням озера глибиною близько 50 метрів.
Після завершення робіт у Табошарі залишився ряд териконоподібних хвостосховищ висотою до 65 метрів. У 2023-му завершили роботи з їх рекультивації, під час яких перемістили 1,2 млн м3 радіоактивно забруднених порід, зменшили висоту хвостосховищ до 35 метрів та покрили їх спеціальним шаром ґрунту, що має запобігти просочуванню води та ерозії.